# Gotska Sandön
Gotska Sandön är en ö i Gotlands kommun i Gotlands län, belägen i Östersjön 40 kilometer norr om Fårö. Ön är en del av Fårö socken och är cirka 8 kilometer lång och 5 kilometer bred samt har en areal av 3 601 hektar, varav cirka 2 460 hektar skog och ett par hundra hektar åker, äng och betesmark av högst mager beskaffenhet. Flygsanden har längs stränderna bildat kullar och även på en del ställen inträngt i skogen, utan vilken ön snart skulle förvandlas till ett sandfält. Tvärs över ön, skiljande det nordvästra hörnet från den övriga delen, sträcker sig en väldig gammal sanddyn, kallad Höga åsen, vars högsta del når 42 meter över havet.

## Fyrplatsen och fyrarna

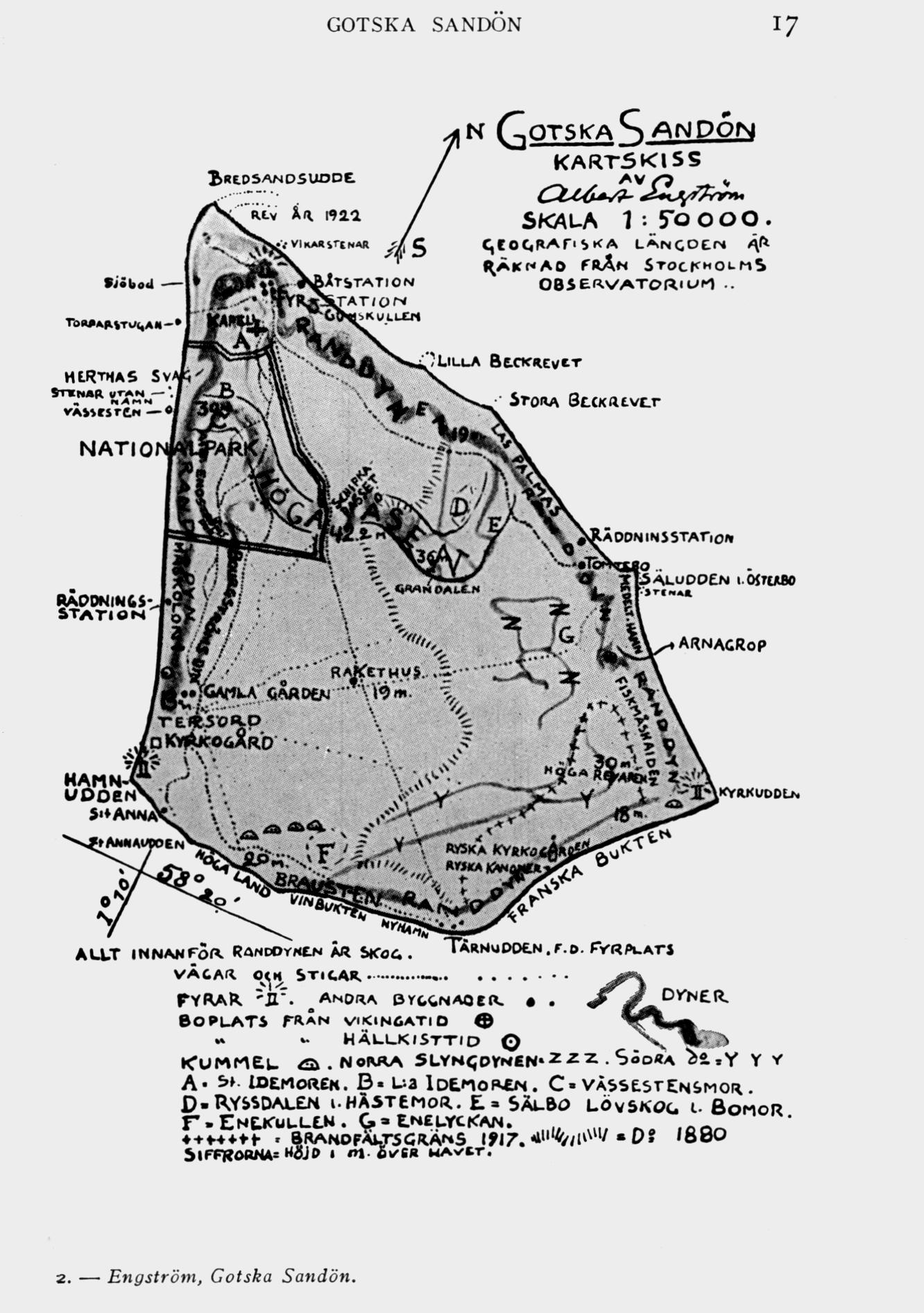
Karta av ön skapad av Albert Engström.

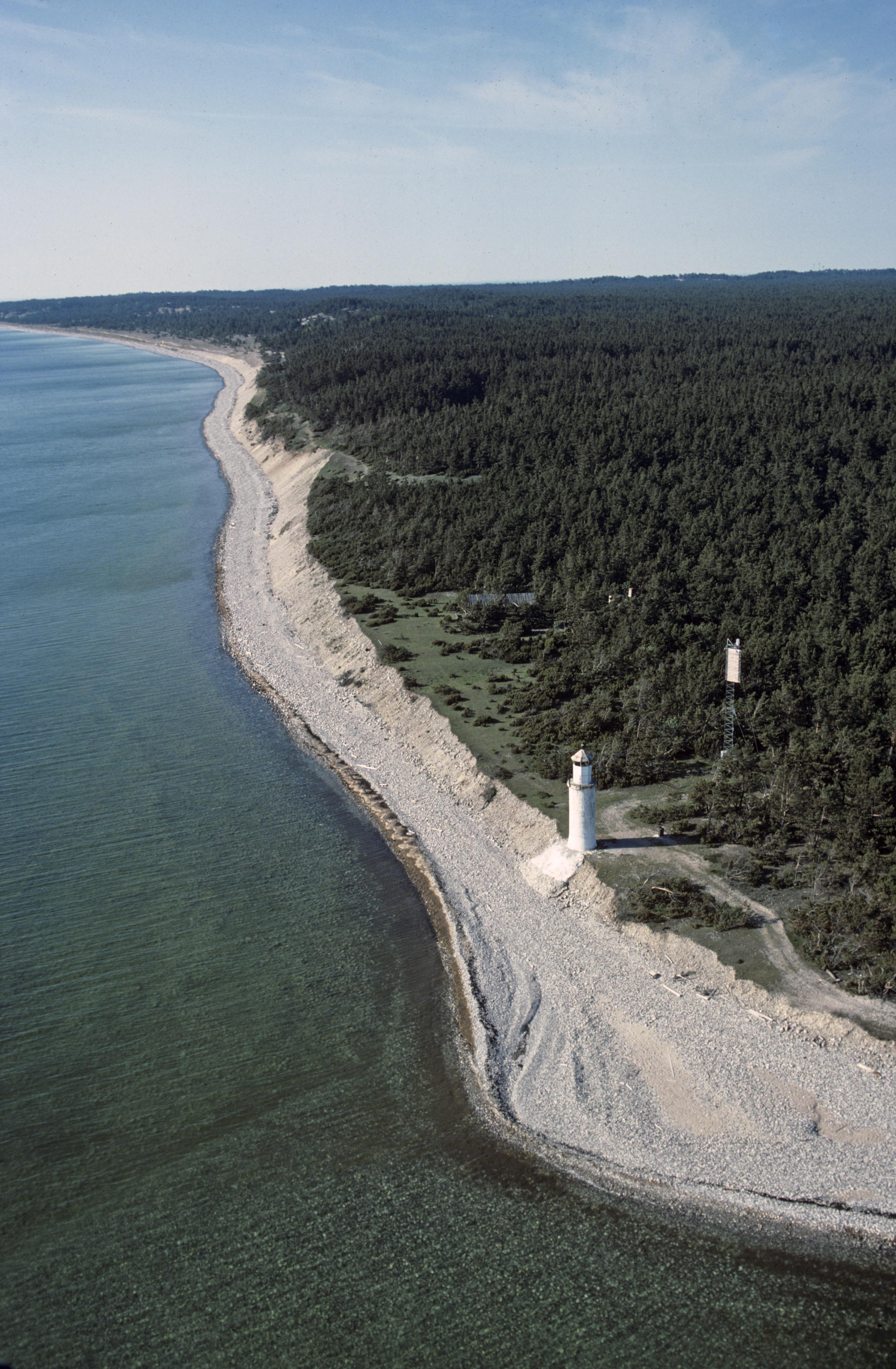
Hamnuddens fyr på sydvästra udden av Gotska Sandön.

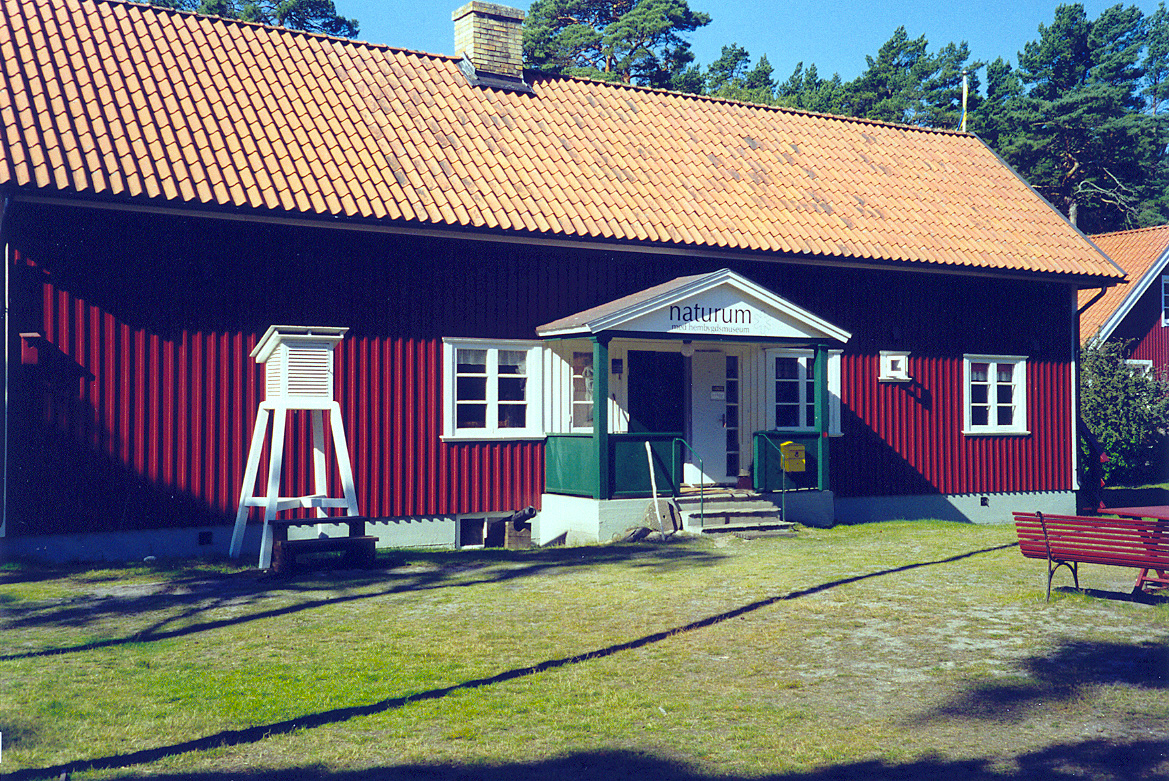
Den gamla skolbyggnaden, nu museum och byggnadsminne.

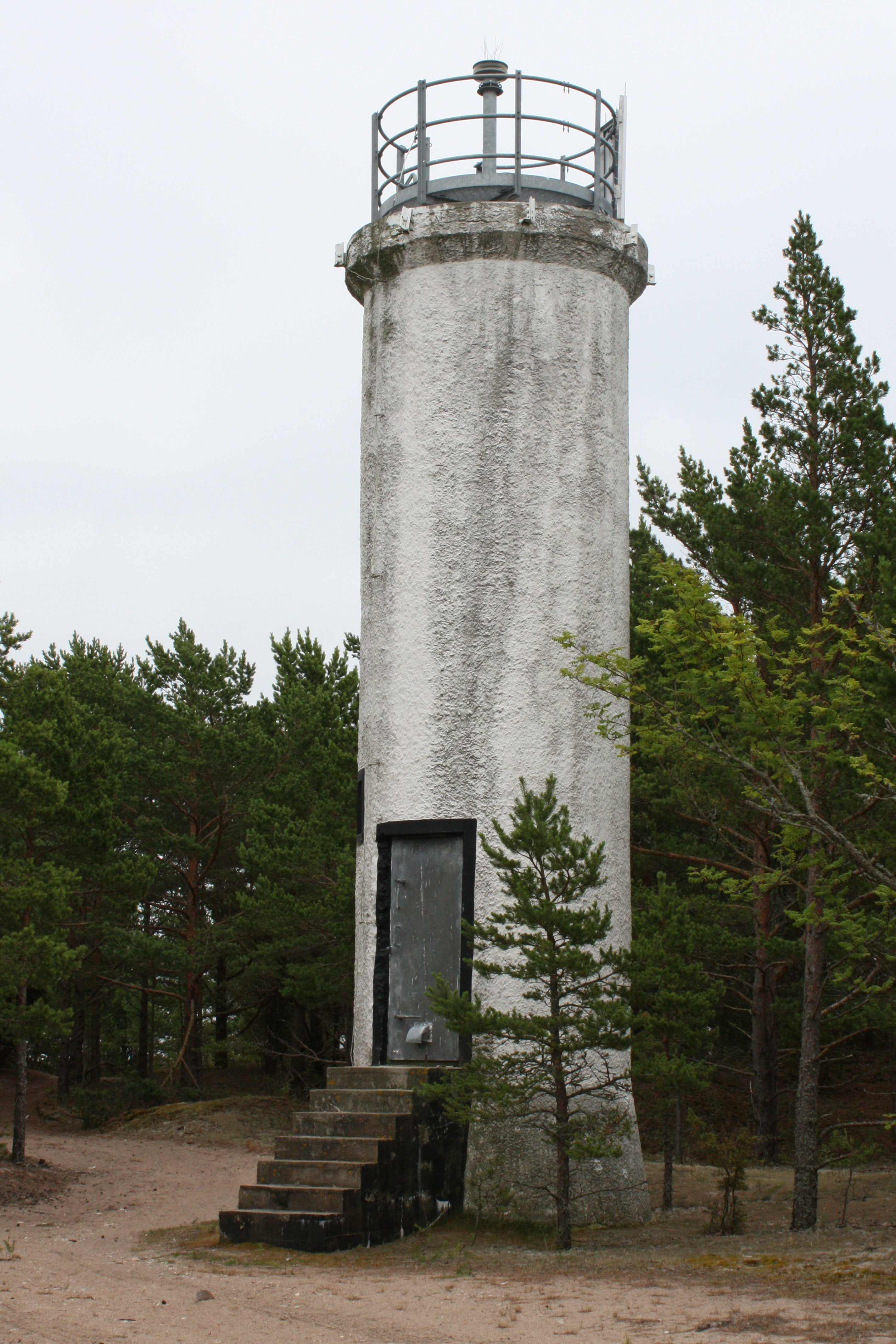
Fyren vid Kyrkudden på Gotska Sandöns sydöstra del.

Under 1840-talet gjordes flera framställningar till Förvaltningen av sjöärendena, att en fyr borde uppföras på Gotska Sandön. Till en början ställde sig förvaltningen avvisande och menade, att olyckorna där var få, och att en ny fyr snarast skulle verka förvillande i farvattnen. Men omkring 1850 ändrade förvaltningen uppfattning och föreslog Kungl. Maj:t, att två fyrar skulle uppföras på ön. År 1857 anvisade rikets ständer medel för fyrplatsen och under åren 1858–59 uppfördes två fyrtorn.
Det visade sig dock, att fyrtornen inte belyste havet runtom hela ön. Då begärde Lotsstyrelsen år 1882 medel hos Kungl. Maj:t för att bygga ytterligare en fyr på Sandöns sydöstra udde. Förslaget godkändes och året efter anlades den nya fyrplatsen. För att underlätta kontakterna mellan fyrplatserna på ön installerades två år senare en lokal telefonlinje.
Två identiskt lika fyrar med fast sken byggdes således på Gotska Sandön under 1850-talet för att varna för det farliga grundflaket Kopparstenarna. Grundläggningsförhållanden på ön krävde en speciellt lätt konstruktion. Fyrtornen utfördes som träklädda stålskelett och grundlades på skruvpålar. Det södra fyrtornet revs 1903 och det kvarstående norra tornet byggdes om.
Samtidigt som de bägge fyrarna uppfördes, byggdes även bostadshus och ekonomibyggnader för fyrpersonalens behov. De olika byggnaderna arkitektritades i enlighet med ett typhusmönster genom Lotsverkets försorg och gavs en symmetrisk placering runt en stor gårdsplan. Samtliga byggnader har en enhetlig fasadutformning med locklistpanelade, rödfärgade fasader. Under årens lopp har ytterligare bebyggelse kommit till. Ett karakteristiskt inslag inom fyrplatsområdet är de gjutna gångbanorna, vilka är från 1930-talet då de ersatte äldre gångbanor av plank.
Byggnadsminnet omfattar fyrtornet samt Bourgströms och Tomtebos jaktstugor, tre stycken tidigare fyrmästarebostäder, tidigare skola och lärarbostad, tidigare tvätt- och bagarestuga, källare, två uthus, två avträden, Gottbergs lada, Gottbergs fängelse, skogshuggarbarack, tre uthus och en kabelbod. Det statliga byggnadsminnet beslutades redan den 25 januari 1935.

## Nationalpark
1909 inrättades en nationalpark på Gotska Sandön, Gotska Sandöns nationalpark, som utvidgades 1963 och 1988 och i dag omfattar 4 490 hektar, varav 842 hektar utgörs av vatten. Bland sevärdheterna kan nämnas det särpräglade dynlandskapet med tallskog, den rika floran, de ödsliga sandstränderna samt öns intressanta kulturbyggnader, bland annat ett kapell.
Många sällsynta arter av såväl växter som djur lever på ön. Särskilt kända är olika arter av skalbaggar. Många av dem är små, men ett par, raggbock och smedbock, kan bli 4–5 centimeter. Insektslivet är märkligt då sju av öns 861 kända skalbaggsarter inte finns i övriga Norden.
Fågelfaunan inkluderar bland annat ejder, svärta, större strandpipare, härfågel, nattskärra och många olika småfåglar som sädesärla, bofink, svartmes och grå flugsnappare. Alla häckar inte här, utan är bara tillfälliga besökare. Endast omkring 50 arter häckar på ön. På våren är Gotska Sandön en bra lokal för observation av flyttfåglar. Rovfåglar är ganska ovanliga, men ibland ser man duvhök och sparvhök. Korpar kan också ses flyga över ön. 
En sälkoloni lever på öns nordsida. Kolonin är fredad och får inte besökas. Lämplig utsikt över kolonin ges från Sälutkikstallen, en långsamväxande tall som avbildats av många konstnärer och fotografer.
Gotska Sandöns flora innefattar flera intressanta arter av örter och gräs, särskilt av så kallade havsstrandväxter, det vill säga växter som anpassat sig till att växa på sandstränder. Exempel på sådana är sodaört, marviol, strandråg och sandrör. En annan intressant växt på ön är den fridlysta martornen och på öns klapperstensstränder finns timjan och timjansnyltrot. Längre inåt land hittar man skogsstjärna och björkpyrola, kärrknipprot, vit skogslilja och röd skogslilja (rödsyssla). Ljungen är en karaktärsväxt på tallheden.

## Befolkning på ön
Ön har varit bebodd från tid till annan. I samband med reformationen kom ön att läggas under kronan. År 1543 klagas över att gotlänningarnas säljakt på Gotska Sandön nästan helt upphört sedan det belagts med höga skatter. Revisionsboken 1653 som upprättades i samband med att Gotland åter blev svenskt anger att fåröborna idkade säljakt och fiske runt ön, för vilket de årligen skattade 10 sälhudar och 2 1/2 tunna sälspäck. År 1720 löste Fåröborna Gotska Sandön från kronan till skatte, men sedan en ny lag införts som förklarade att skatteköp av jord för mynttecken förklarats ogiltiga återgick ön till kronan. År 1758 köptes Gotska Sandön i stället av Johan Larsson Lythberg som hade planer att anlägga en fårfarm på ön. År 1762 förlorade han dock rätten till öarna efter en tvist med fåröborna, och efter långa tvister beslutades 1781 om en arrendeauktion på rätten till öarna. I samband med denna inropades rätten till öarna av Magnus Benedictius från Stockholm. Han anställde 1801 Petter Gottberg som förvaltare av ön och 1806 köpte han ön från staten. År 1859 återköpte staten den norra halvan av Gotska Sandön och 1861 resten av ön i samband med anläggandet av fyren.
Under slutet av 1800- och början av 1900-talet pågick ett omfattande skogsbruk på ön och räls anlades för transport av timmer till hamnudden. Avverkningen i kombination med ett flitigt bete av får ledde till en omfattande sandflykt.
Under perioden 1789–1859 bodde som mest ett tiotal familjer på ön. Senare fanns här 5–7 anställda vid fyren med familjer. Ön har varit känd som tillhåll för sjörövare, åtminstone enligt sägen. För närvarande bor endast personal med anknytning till fyren och turistanläggningen på ön. I arbetsuppgifterna ingår bevakning av den känsliga naturmiljön. På sommaren tjänstgör sommarpersonal som guider på ön, med veckovis skifte. På öns nordvästra hörn ligger fyren och i närheten en turistanläggning med hyrstugor och bekvämligheter.
Ön saknar hamn. Fritidsbåtar kan ankra var som helst runt ön, men måste vara beredda att flytta om vinden vänder. I Fyrbyn finns en liggare där fritidsbåtar kan skriva in båten. Nära fyren ligger en liten grupp bostadshus. Skolbyggnaden, som användes som lotsbarnskola 1898–1963, är nu museum. Reguljär båtförbindelse finns med Fårösund och Nynäshamn under sommaren.
År 1987 gjorde Arne Carlsson en dokumentärfilm om livet på ön. Albert Engström har skrivit om Gotska Sandön i boken Adel, präster, smugglare, bönder. och "Gotska Sandön" från 1926. Han ansåg, att ön skulle bli en nationalpark. Under 1800-talets första decennier beboddes ön av underarrendatorn Petter Gottberg. Det har gjorts en tv-serie med Sven Wollter i huvudrollen som Petter Gottberg, Husbonden – piraten på Sandön. Gottberg har även skildrats i boken Vrakplundraren av Helmer Linderholm. Mellan 1816 och 1817 pågick en rättegång mot Petter Gottberg om vrakplundring. Petter Gottberg ligger begravd tillsammans med sin hustru Maria på Boo gamla kyrkogård i Saltsjöbaden.

## Schipkapasset
En av sevärdheterna på ön är det handgrävda passet genom Höga åsen som gjordes av fyrpersonalen för att underlätta virkestransporter mellan öns norra och södra del. Arbetet tog flera år. Ett återkommande svar till fyrmästaren på frågan hur arbetet hade avancerat under veckan var "–Inget nytt från passet". Med tiden ändrades svaret till "Inget nytt från Schipka", syftande på Sjipkapasset i Bulgarien, där rysk-turkiska kriget ägde rum. En stående rapport från kriget var: "Från Schipka inget nytt", eftersom kriget stod still där under lång tid. Det var så platsen på Gotska Sandön fick sitt namn.

## Galleri

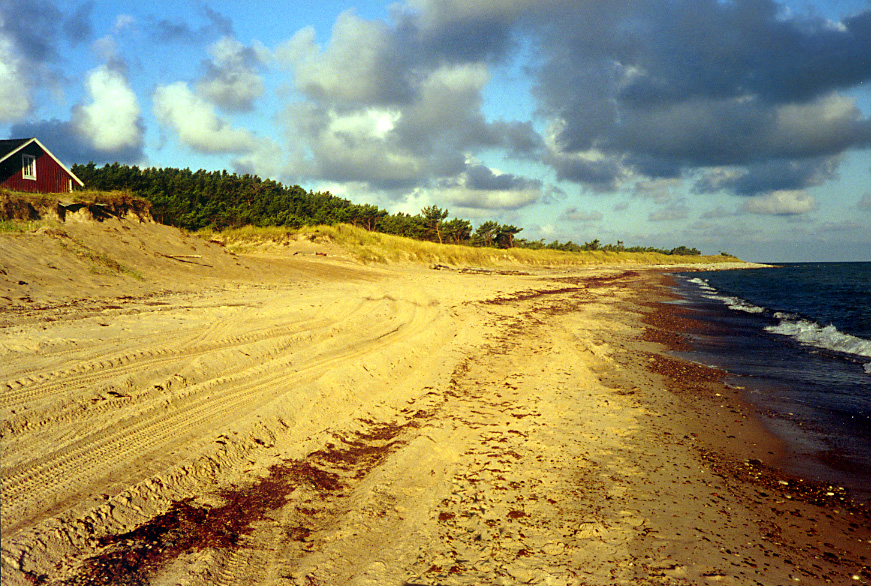
Strand på Gotska Sandön.
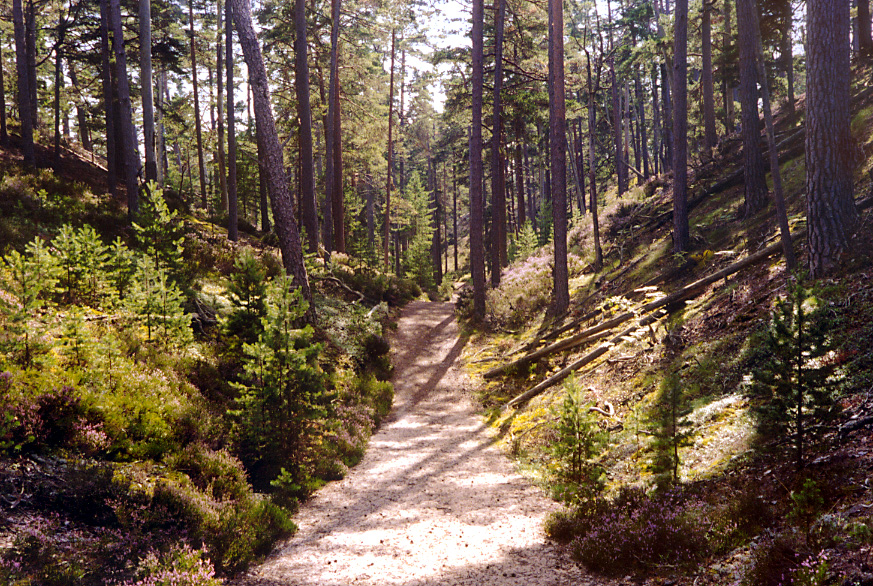
Schipkapasset, en av sevärdheterna på ön.
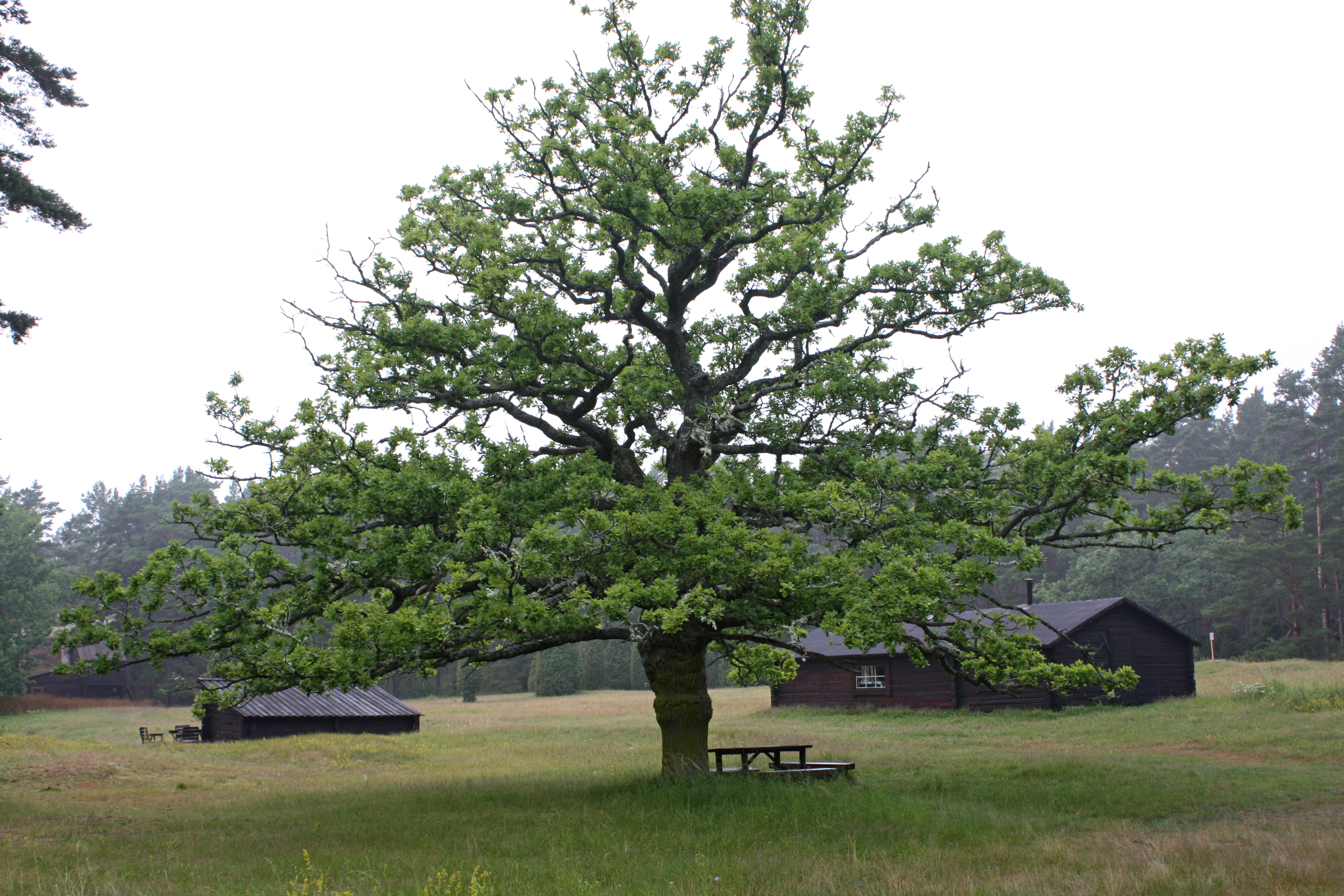
Gamla gården på sydvästra Gotska Sandön.
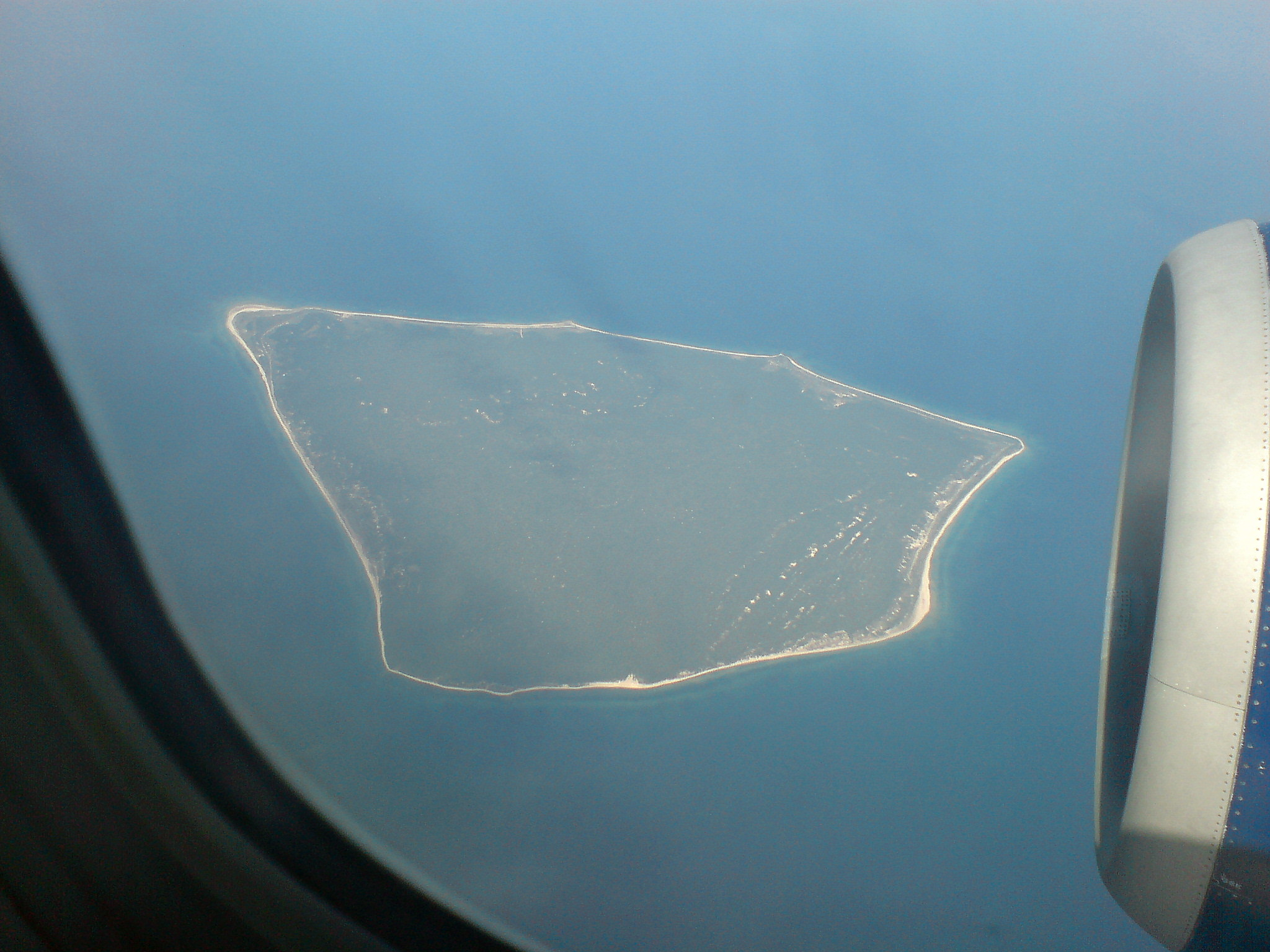
Gotska Sandön sedd från luften.